# Daniel Katz (schrijver)
Daniel Katz (Helsinki, 25 november 1938) is een Finse schrijver. Hij is weleens de eerste Finstalige joodse schrijver genoemd. Hij studeerde aan de letterenfaculteit van de universiteit van Helsinki. Katz is werkzaam geweest als onder andere godsdienstleraar, tunnelboorder en tolk. 
Tot zijn oeuvre behoren romans, korte verhalen, toneelstukken, hoorspelen en tv-series. Hij is het bekendst van zijn debuutroman Kun isoisä Suomeen hiihti (Toen grootvader op ski's naar Finland kwam), een humoristische familiekroniek over een joods geslacht in Finland en Rusland. 
Zijn boeken zijn vertaald in meerdere talen, waaronder Duits, Zweeds, Ests, Hongaars en Tsjechisch. Nederlandse vertalingen van zijn boeken bestaan nog niet. Tegenwoordig woont hij in Loviisa, Finland.

### Romans
- Kun isoisä Suomeen hiihti, WSOY 1969
- Mikko Papirossin taivaallinen niskalenkki, WSOY 1972
- Orvar Kleinin kuolema, WSOY 1976
- Laturi, WSOY 1979
- Peltisepän päivällinen, WSOY 1981
- Satavuotias muna, verhalen, WSOY 1983
- Antti Keplerin lait, WSOY 1987
- Naisen torso, verhalen, WSOY 1989
- Saksalainen sikakoira, WSOY 1992
- Otelo, verhalen, WSOY 1994
- Herra Lootin tyttäret, WSOY 1999
- Laituri matkalla mereen, WSOY 2001
- Berberileijonan rakkaus ja muita tarinoita, WSOY 2008